# Franz Uptmoor

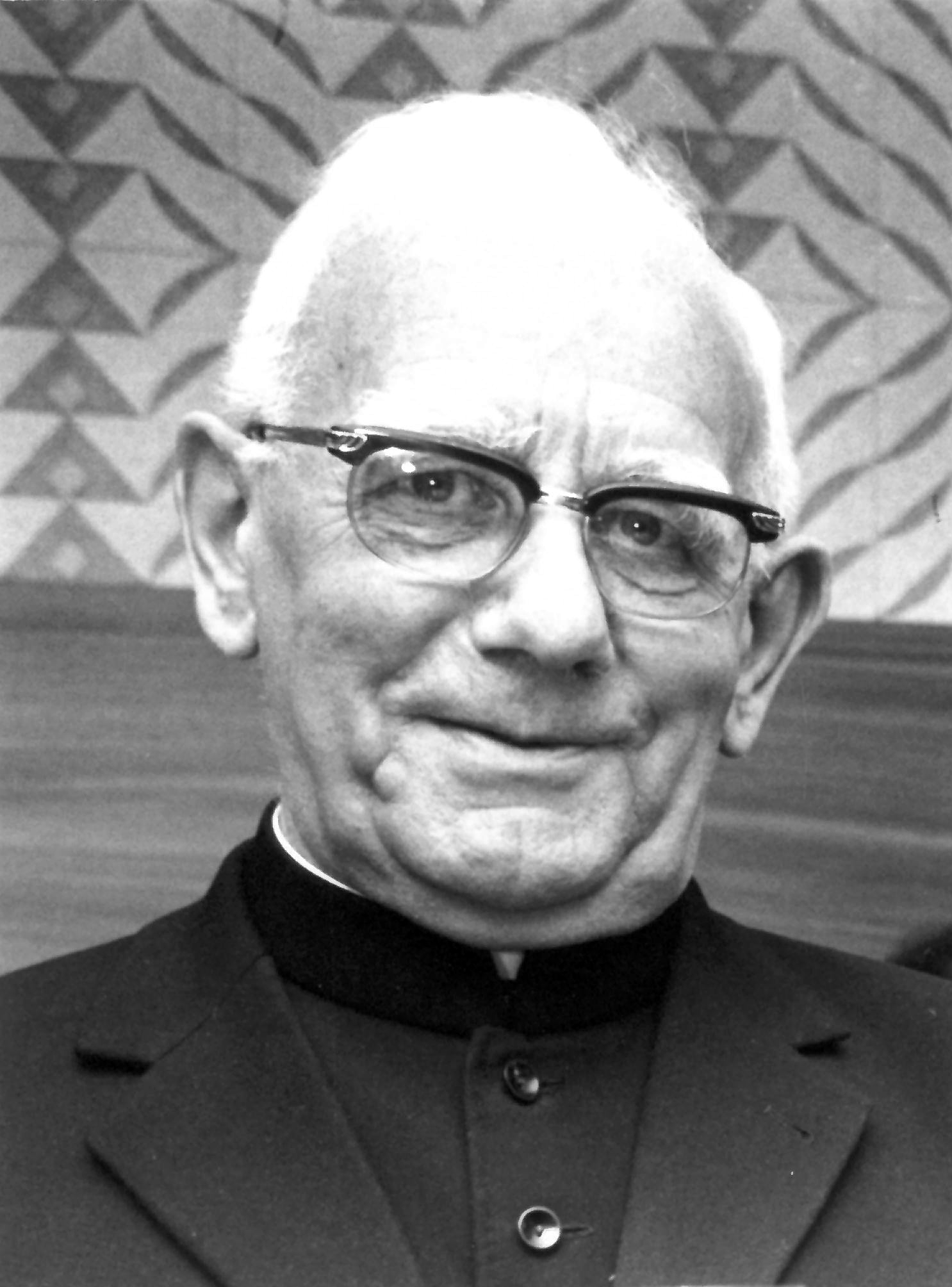
Franz Uptmoor (1978)

Probst Franz Uptmoor (* 7. Juli 1897 in Nordlohne bei Lohne (Oldenburg); † 2. Mai 1978) war ein Pfarrer in Steinfeld (Oldenburg). Er erlangte Bekanntheit durch seine Mitwirkung im Kreuzkampf.

## Leben
Franz Uptmoor besuchte das Gymnasium Antonianum in Vechta und studierte nach seiner Rückkehr aus dem Ersten Weltkrieg Theologie in Münster. An Weihnachten 1924 wurde er zum Priester geweiht. In den folgenden Jahren war er als Kaplan in den Gemeinden Thüle, Osterfeine, Emstek und Lutten tätig. Von 1932 bis 1940 war er Kaplan an der Kapelle in Sevelten. Dort erlangte er Bekanntheit, als er im Herbst des Jahres 1936 klare Position im Kreuzkampf bezog. Als ehemaliger Soldat des Ersten Weltkrieges hielt er eine Predigt, die sowohl Soldaten als auch die Bevölkerung zum Widerstand motivierte. Durch seinen Widerstand war Kaplan Uptmoor der Beobachtung der Gestapo ausgesetzt, die ihm und vielen Familien zusetzte. Zum 40. Jahrestag des Kreuzkampfes wurde Franz Uptmoor durch Bischof Heinrich Tenhumberg zum „Probst ehrenhalber“ ernannt.
Von 1940 bis 1972 war Franz Uptmoor Pfarrer in der Pfarrei St. Johannes Baptist (Steinfeld, Oldenburg). Er war der erste Bürger aus Steinfeld, dem die Ehrenbürgerschaft verliehen wurde.